# Kapetan Phillips
Kapetan Phillips (eng. Captain Phillips) je američki akcijski triler iz 2013. godine kojeg je režirao Paul Greengrass, a u kojem je glavnu ulogu ostvario Tom Hanks. Riječ je o biografskom filmu o kapetanu Richardu Phillipsu kojeg su somalski pirati kidnapirali tijekom otmice broda Maersk Alabama 2009. godine.
Scenarij za film napisao je Billy Ray, a temeljen je na knjizi A Captain's Duty: Somali Pirates, Navy SEALs, and Dangerous Days at Sea autora Richarda Phillipsa i Stephana Taltyja. Film su producirali Scott Rudin, Dana Brunetti i Michael De Luca.
Film je u službenu kino distribuciju u SAD-u krenuo 11. listopada 2013., a u Hrvatskoj se započeo prikazivati tjedan dana kasnije, 17. listopada. Svoju premijeru film je imao na filmskom festivalu u New Yorku.

## Glumačka postava
- Tom Hanks kao kapetan Richard Phillips
- Catherine Keener kao Andrea Phillips
- Barkhad Abdi kao Muse
- Faysal Ahmed kao Najee
- Mahat M. Ali kao Elmi
- Michael Chernus kao Shane Murphy
- David Warshofsky kao Mike Perry
- Corey Johnson kao Ken Quinn
- Chris Mulkey kao John Cronan
- Yul Vazquez kao Frank Castellano
- Max Martini kao SEAL narednik
- Omar Berdouni kao Nemo
- Mohamed Ali kao Asad
- Issak Farah Samatar kao Hufan

## Kritike
Do danas film ima 100% pozitivnih ocjena na internetskoj stranici Rotten Tomatoes temeljenih na 6 zaprimljenih kritika. 

## Vanjske poveznice
- Kapetan Phillips u internetskoj bazi filmova IMDb-a
- Kapetan Phillips na Box Office Mojo
- Kapetan Phillips na Rotten Tomatoes